# 레이디 파멜라 힉스
레이디 파멜라 카르멘 루이즈 힉스(영어: Lady Pamela Carmen Louise Hicks, 1929년 4월 19일 ~ )는 영국 귀족이며 영국 왕실의 친척이다. 그녀는 마운트배튼 경(이전의 바텐베르크 왕자 루이)과 버마 백작부인 마운트배튼오브버마 백작부인 에드위나 마운트배튼의 차녀이다. 그녀의 아버지를 통해, 레이디 파멜라는 에든버러 공작 필립의 1촌 조카이자 러시아의 마지막 황후 알렉산드라 표도로브나의 손녀이다. 그녀는 신부 들러리 역할을 했고 나중에 엘리자베스 2세 여왕(그녀의 3촌 조카)의 시종으로 일했다. 그녀는 또한 그녀의 아버지를 통해 빅토리아 여왕의 증손녀이다.

## 참고 문헌
- Mountbatten, Pamela (2007). 《India Remembered: A Personal Account of the Mountbattens During the Transfer of Power》. Foreword by India Hicks. Pavilion Books. ISBN 978-1-86205-759-3.
- ——— (2012). 《Daughter of Empire: Life as a Mountbatten》. Weidenfeld & Nicolson. ISBN 978-0297864820.
- ——— (2024). 《My Years with the Queen: and Other Stories》. Penguin Books. ISBN 978-1529148862.